# Distrito de Tournon-sur-Rhône
El distrito de Tournon-sur-Rhône es un distrito (en francés arrondissement) de Francia, que se localiza en el departamento de Ardèche, de la región de Ródano-Alpes (en francés Rhône-Alpes). Cuenta con 12 cantones y 126 comunas.

## División territorial

### Cantones
Los cantones del distrito de Tournon-sur-Rhône son:
1. Cantón de Annonay-Norte
2. Cantón de Annonay-Sur
3. Cantón de Le Cheylard
4. Cantón de Lamastre
5. Cantón de Saint-Agrève
6. Cantón de Saint-Félicien
7. Cantón de Saint-Martin-de-Valamas
8. Cantón de Saint-Péray
9. Cantón de Satillieu
10. Cantón de Serrières
11. Cantón de Tournon-sur-Rhône
12. Cantón de Vernoux-en-Vivarais

### Comunas
| 1. Accons (07001)                      | 2. Alboussière (07007)                | 3. Andance (07009)                    | 4. Annonay (07010)                        |
| 5. Arcens (07012)                      | 6. Ardoix (07013)                     | 7. Arlebosc (07014)                   | 8. Arras-sur-Rhône (07015)                |
| 9. Boffres (07035)                     | 10. Bogy (07036)                      | 11. Borée (07037)                     | 12. Boucieu-le-Roi (07040)                |
| 13. Boulieu-lès-Annonay (07041)        | 14. Bozas (07039)                     | 15. Brossainc (07044)                 | 16. Chalencon (07048)                     |
| 17. Le Chambon (07049)                 | 18. Champagne (07051)                 | 19. Champis (07052)                   | 20. Chanéac (07054)                       |
| 21. Charnas (07056)                    | 22. Cheminas (07063)                  | 23. Le Cheylard (07064)               | 24. Châteaubourg (07059)                  |
| 25. Châteauneuf-de-Vernoux (07060)     | 26. Colombier-le-Cardinal (07067)     | 27. Colombier-le-Jeune (07068)        | 28. Colombier-le-Vieux (07069)            |
| 29. Cornas (07070)                     | 30. Le Crestet (07073)                | 31. Davézieux (07078)                 | 32. Devesset (07080)                      |
| 33. Dornas (07082)                     | 34. Désaignes (07079)                 | 35. Eclassan (07084)                  | 36. Empurany (07085)                      |
| 37. Félines (07089)                    | 38. Gilhoc-sur-Ormèze (07095)         | 39. Glun (07097)                      | 40. Guilherand-Granges (07102)            |
| 41. Intres (07103)                     | 42. Jaunac (07108)                    | 43. Labatie-d'Andaure (07114)         | 44. Lachapelle-sous-Chanéac (07123)       |
| 45. Lafarre (07124)                    | 46. Lalouvesc (07128)                 | 47. Lamastre (07129)                  | 48. Lemps (07140)                         |
| 49. Limony (07143)                     | 50. Mariac (07150)                    | 51. Mars (07151)                      | 52. Mauves (07152)                        |
| 53. Monestier (07160)                  | 54. Nonières (07165)                  | 55. Nozières (07166)                  | 56. Ozon (07169)                          |
| 57. Pailharès (07170)                  | 58. Peaugres (07172)                  | 59. Peyraud (07174)                   | 60. Plats (07177)                         |
| 61. Préaux (07185)                     | 62. Quintenas (07188)                 | 63. Rochepaule (07192)                | 64. La Rochette (07195)                   |
| 65. Roiffieux (07197)                  | 66. Saint-Agrève (07204)              | 67. Saint-Alban-d'Ay (07205)          | 68. Saint-André-en-Vivarais (07212)       |
| 69. Saint-Andéol-de-Fourchades (07209) | 70. Saint-Apollinaire-de-Rias (07214) | 71. Saint-Barthélemy-Grozon (07216)   | 72. Saint-Barthélemy-le-Meil (07215)      |
| 73. Saint-Barthélemy-le-Plain (07217)  | 74. Saint-Basile (07218)              | 75. Saint-Christol (07220)            | 76. Saint-Cierge-sous-le-Cheylard (07222) |
| 77. Saint-Clair (07225)                | 78. Saint-Clément (07226)             | 79. Saint-Cyr (07227)                 | 80. Saint-Désirat (07228)                 |
| 81. Saint-Félicien (07236)             | 82. Saint-Genest-Lachamp (07239)      | 83. Saint-Jacques-d'Atticieux (07243) | 84. Saint-Jean-Chambre (07244)            |
| 85. Saint-Jean-Roure (07248)           | 86. Saint-Jean-de-Muzols (07245)      | 87. Saint-Jeure-d'Andaure (07249)     | 88. Saint-Jeure-d'Ay (07250)              |
| 89. Saint-Julien-Boutières (07252)     | 90. Saint-Julien-Labrousse (07256)    | 91. Saint-Julien-Vocance (07258)      | 92. Saint-Julien-le-Roux (07257)          |
| 93. Saint-Marcel-lès-Annonay (07265)   | 94. Saint-Martial (07267)             | 95. Saint-Martin-de-Valamas (07269)   | 96. Saint-Maurice-en-Chalencon (07274)    |
| 97. Saint-Michel-d'Aurance (07276)     | 98. Saint-Pierre-sur-Doux (07285)     | 99. Saint-Prix (07290)                | 100. Saint-Péray (07281)                  |
| 101. Saint-Romain-d'Ay (07292)         | 102. Saint-Romain-de-Lerps (07293)    | 103. Saint-Sylvestre (07297)          | 104. Saint-Symphorien-de-Mahun (07299)    |
| 105. Saint-Victor (07301)              | 106. Saint-Étienne-de-Valoux (07234)  | 107. Sarras (07308)                   | 108. Satillieu (07309)                    |
| 109. Savas (07310)                     | 110. Serrières (07313)                | 111. Silhac (07314)                   | 112. Soyons (07316)                       |
| 113. Sécheras (07312)                  | 114. Talencieux (07317)               | 115. Thorrenc (07321)                 | 116. Toulaud (07323)                      |
| 117. Tournon-sur-Rhône (07324)         | 118. Vanosc (07333)                   | 119. Vaudevant (07335)                | 120. Vernosc-lès-Annonay (07337)          |
| 121. Vernoux-en-Vivarais (07338)       | 122. Villevocance (07342)             | 123. Vinzieux (07344)                 | 124. Vion (07345)                         |
| 125. Vocance (07347)                   | 126. Étables (07086)                  |                                       |                                           |